# Йонду
Йонду Удонта (англ. Yondu Udonta) — супергерой комиксов издательства Marvel. Является членом и одним из основателей оригинальной команды Стражей Галактики.
Вне комиксов Йонду появляется и в других продуктах Marvel, в том числе на телевидении и в видеоиграх. В киновселенной Marvel его роль исполнил актёр Майкл Рукер.

## История публикаций
Йонду впервые появился в Marvel Super-Heroes #18 (Январь, 1969) и был создан сценаристом Арнольдом Дрейком и художником Джином Коланом.

## Биография

### Земля-691
Йонду Удонта — член племени Затоан, примитивных существ родом с Центавра IV. Он является охотником. Его родная Планета стала первой за пределами солнечной системы Земли, колонизированной людьми. Йонду родился в конце тридцатого столетия. Люди Йонду избегали контакта с земными колонизаторами, которые начали прибывать в 2940 году н. э.
В 3006 Вэнс Астро, астронавт с Земли, приземляется на планете Йонду из-за устаревшей двигательной системы корабля. Вэнс сталкивается с Йонду, который нападает на него, но нападение отражается силами Вэнса. Вэнс оставляет это в секрете, поскольку действия Йонду являются незаконными. Йонду объединяется с Вэнсом, когда представители инопланетной расы Бадун нападают на планету. Все другие центаврианцы, предположительно, были убиты. Вэнс и Йонду на корабле отправляются за помощью, но Бадуны захватывают их. Дуэт был отправлен на Землю, которая в 3007 году была также завоевана. Им удается освободиться из под стражи и они объединяются с Чарли-27, колонией Юпитера и Мартинексом, колонией Плутона и формируют команду Стражей Галактики для сражения с Бадунами.
В течение следующих семи лет четверо выживших атаковали аванпосты Бадунов в солнечной системе. В 3015 году команда объединяется с путешествующими во времени героями, такими как Капитан Америка, Шэрон Картер и Существо. В 3015 году Стражи перемещаются в XX век н. э., где встречают Защитников. Они возвращаются в 3015 год с Защитниками, где позже встречают Звёздного ястреба. После того, как человечество одержало победу над Братством Бадуинов, прибывают представители Сестричества Бадуинов, чтобы избавиться от мужчин на Земле.
Позже Стражи объединяются с Тором для победы на Корваком в 31 веке. Стражи отправляются в XX век, где вместе с Мстителями сражаются с Корваком в финальной битве. Некоторое время спустя в 3017 году, Йонду и Стражи ищут потерянный щит Капитана Америки. Они сражаются против Шокерфейса и Старков и одерживают победу над Старками. Впоследствии Йонду теряет свою правую руку, вместо которой Мартинекс устанавливают бионический протез. Мартинекс предлагают использовать их технологию, чтобы создать ему новую руку, однако Йонду отказывается, заявляя, что он должен оставить протез, как наказание за свои ошибки. Позднее Йонду покидает команду, узнав, что небольшая часть его народа выжила после атаки на Центавру IV. Эти кикаахе («жители пещер») избежали смерти от рук Бадун, потому что стены пещеры, где они жили, содержали минеральный триллит («Яка»), который блокирует радиоволны, тем самым защищая их от датчиков. Его люди не приняли руку с бионическим оружием, поэтому Йонду позволил Стражам использовать их передовую медицинскую технологию, чтобы восстановить его руку.

### Земля-616
Версия Йонду с Земли-616 была описана Сэмом Хамфрисом как «прапрапрапрапрапрапрадедушка Йонду из оригинальных Стражей Галактики и Стражей 3000». На этой Земле Йонду является лидером Опустошителей — группы космических пиратов. Йонду захватил корабль Питера Квилла, когда тот вышел из строя, и Питер дрейфовал в космосе в течение нескольких дней. Питер сумел перехитрить каждого члена экипажа и даже вырубил и обездвижил Йонду. После того, как Йонду проснулся, ему удалось высвободиться и напасть на Питера, и он дал ему выбор: позволить ему болтаться в космосе и дальше или погибнуть на месте. Питер вместо этого спросил, может ли он присоединиться к команде. Йонду не согласился, но узнав, что Питер похож на него, поскольку они оба — «дети без дома», передумал и позволил ему остаться на корабле вместе с Опустошителями в качестве чистящего мальчика. Питер решил остаться и попытаться выучить все, что мог до тех пор, пока он является частью команды.

## Силы и способности
Йонду не обладает никакими сверхчеловеческими физическими силами, однако является естественным мистиком, как и всё его племя. Как представитель инопланетной расы планеты Центавра IV, Йонду обладает интуитивным мистическим восприятием, «шестым чувством», которое позволяет ему взаимодействовать с другими формами жизни. Помимо этого, Йонду обладает интуитивной и мистической связью с природой, особенно со своим родным миром, но также и с любым другим миром, который всё ещё обладает естественной дикой природой. С помощью этой связи он может ощущать несочетаемые элементы (инородные тела или вещества) или сосредоточить внимание на конкретных элементах в целом (например, определить местоположение того или иного растения). Он также чувствителен к мистическим существам и в состоянии обнаружить их присутствие и действия без усилий. Входя в транс, Йонду в состоянии пополнить свою собственную внутреннюю силу, общаясь с естественными силами.
Йонду является более развитым представителем своей расы, чем другие. Его сила и выносливость превышает аналогичные критерии обычного человека. Будучи учеником охотника, Йонду является экспертом в использовании лука и стрел. Его способность свистеть с диапазоном четырёх октав помогает ему эффективно стрелять из лука. Родной язык центариан — система похрюкивания, щелчков и свиста, но Йонду также удалось освоить английский язык, хотя это оказалось болезненно для него, чтобы разговаривать слишком долго, ему необходимо давать отдыхать своему горлу. Он — превосходный рукопашный боец, и высококвалифицированный охотник и шпион, обладающий обширными знаниями социальных и религиозных обычаев аборигенов Центавра IV.

### Оружие
Йонду использует 5-футовый (1,5 м) кривой лук с колчаном и стрелами, состоящими из Яки, особого металла, контролируемого при помощи звуков, который добывается только на Центавре IV. Стрела, сделанная из Яка, способна менять направление движения (но не скорость) в ответ на некоторые высокооктавные звуки свиста, которые могут произвести жители Центавры IV. Пока не известно, какая именно частота приводит к тому, что стрела двигается. Йонду умеет контролировать свои стрелы, он может заставить стрелу вернуться к нему в руку или пробиваться сквозь толпу людей. Стрелы Йонду очень гибкие и имеют длину 15 дюймов (38 см). Как правило, он носит около 20 таких стрел с собой. В «Секретных войнах» (2015) Йонду использовал свой опыт в стрельбе из лука, стреляя «стрелами-дронами», чтобы дать Хранителям обзор с неба.
После потери своей правой руки Йонду установил вместо нее бионический протез. Без правой руки Йонду больше не мог стрелять из лука. Его протез может трансформироваться в такое оружие как топор, булава, коса, копьё и прочее. Когда протез не используется, оружие скрывается в чашеобразный придаток, пока его не увеличат частицы Пима.

## Вне комиксов

### Мультсериалы
- Появляется в мультсериале «Стражи Галактики», где озвучен Джеймсом Арнольдом Тейлорем[11][12]. Он был ответственен за похищение Питера Квилла и сделал его одним из Опустошителей. В русском дубляже озвучен Давидом Бродским.

### Кинематографическая вселенная Marvel

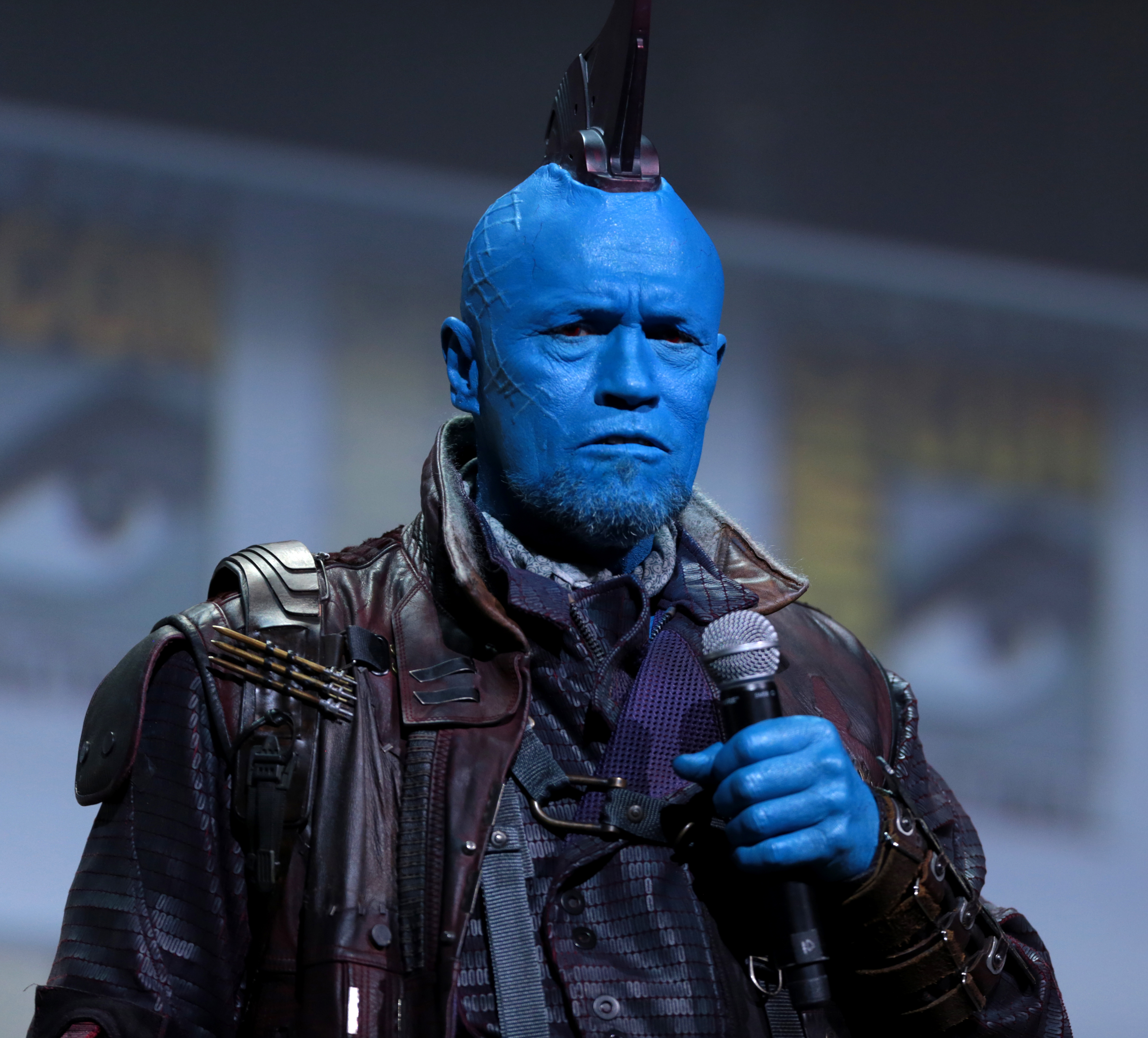
Майкл Рукер в роли Йонду на San Diego Comic-Con International в 2016 году.

- Майкл Рукер исполнил роль Йонду Удонта в фильме «Стражи Галактики» 2014 года[1]. В этой версии он использует в сражениях механическую стрелу, которой он может свободно манипулировать с помощью свиста. Он является лидером Опустошителей, был нанят отцом Питера Квилла (Кинематографическая вселенная Marvel), чтобы вернуть сына, однако Йонду оставил мальчика у себя и воспитал его. Много лет спустя, после того как Квилл крадёт таинственный артефакт, известный как Сфера, Йонду начинает преследовать его. Он также объявляет награду за его голову. После захвата Питера и Гаморы Йонду соглашается помочь Стражам Галактики остановить Ронана Обвинителя, при условии, что после всего этого Сфера перейдёт в его владение. Однако хитроумный Питер обманывает Йонду, забрав из Сферы камень бесконечности и заменив его на куклу-тролля. Несмотря на это, Йонду улыбается и добавляет фигурку к остальным в своей коллекции.
- Рукер вернулся к роли Йонду в фильме «Стражи Галактики. Часть 2» 2017 года. Его персонаж носит гораздо больший гребень, чтобы соответствовать образу из оригинальных комиксов. Фильм утверждает, что это был первоначальный дизайн плавника, который он использовал в предыдущем фильме, Йонду возвращается к этому дизайну после того, как новый плавник был уничтожен во время мятежа, вызванного лейтенантом Шокерфейсом. Верховная жрица Аиша нанимает Йонду и его команду, которые были изгнаны из братства Опустошителей за торговлю детьми, чтобы поймать Стражей и доставить их суверенам. После того, как Йонду поймал Ракету и малыша Грута, его предаёт команда и он попадает в тюрьму вместе с Ракетой и Грутом. С помощью последнего верного ему члена команды (Краглина) Йонду, а также Ракета и Грут убегают и уничтожают его корабль, убивая всех мятежников. Йонду помогает Стражам победить Эго, но жертвует своей жизнью ради спасения Питера. Он также рассказывает, что он оставил Квилла у себя, когда понял, что Эго убил всех других своих детей, и он хотел защитить Питера от этой участи. Во время похорон Йонду, Питер признаёт его своим истинным отцом, а Опустошители, которым Ракета сообщил о последних действиях Йонду, чествуют его как героя.
- Йонду появляется в удаленной сцене фильма Тор: Рагнарёк для дополнительных материалов[13]. Он появляется в моменте, когда Палач (Карл Урбан) запугивает жителей Асгарда. Йонду выходит из толпы, останавливая казнь. Данная сцена никак не связана с фильмом и является лишь шуткой[14].
- Майкл Рукер озвучил Йонду во второй серии мультсериала «Что, если…?» Сюжет показывает альтернативную реальность, в которой Опустошители по ошибке вместо Питера Квилла похищают Т’Чаллу.
- В праздничном спецвыпуске «Стражи Галактики» Йонду в исполнении Майкла Рукера показан в анимационных флешбэках, происходящих во время детства Питера Квилла.
- В фильме Стражи Галактики. Часть 3 Майкл Рукер вновь появляется в образе Йонду на короткий промежуток времени. Это происходит во время финальной битвы на Забвении, за несколько секунд до того, как Краглину (Шон Ганн) наконец удаётся совладать со стрелой, унаследованной после гибели своего наставника.

### Видеоигры
- Йонду появляется в игре «Disney Infinity: Marvel Super Heroes»,[15] озвученный Крисом Эджерли[16]. Он даёт игроку задания, а также является играбельным персонажем. Он также появляется в «Disney Infinity 3.0».
- Йонду является играбельным персонажем в «Marvel: Future Fight», а также в «Marvel: Битва чемпионов».
- Классическая и КВМ версии Йонду появляются в Lego Marvel Super heroes 2, чтобы получить классическую версию нужно скачать DLC на классических Стражей галактики.
- Карта "Йонду" и её вариации появляется в Marvel Snap.